# Philoponella subvittata
Espèce
Philoponella subvittata est une espèce d'araignées aranéomorphes de la famille des Uloboridae.

## Distribution
Cette espèce est endémique du Guyana.

## Description
Le mâle holotype mesure 2,10 mm et la femelle paratype 2,12 mm.

## Publication originale
- Opell, 1981 : New Central and South American Uloboridae (Arachnida, Araneae). Bulletin of the American Museum of Natural History, no 170, p. 219-228 (texte intégral).